# Канзас Сити чифси
Канзас Сити чифси (енгл. Kansas City Chiefs) су професионални тим америчког фудбала са седиштем у граду Канзас Сити у држави Мисури. Своје утакмице играју на стадиону Ароухед. Чланови су АФЦ-а и наступају у дивизији Запад. Клуб је основан 1960. а претходно, у периоду 1960-62, звао се „Далас тексанси“.
„Чифси“ су били пет пута шампиони НФЛ-а, а последњи пут у сезони 2022/23 након што су победили Филаделфија Иглсе у Супербоулу LVII. Клуб има своју маскоту, вука „КејСи Вулфа“.